# Charlie Gonzalez

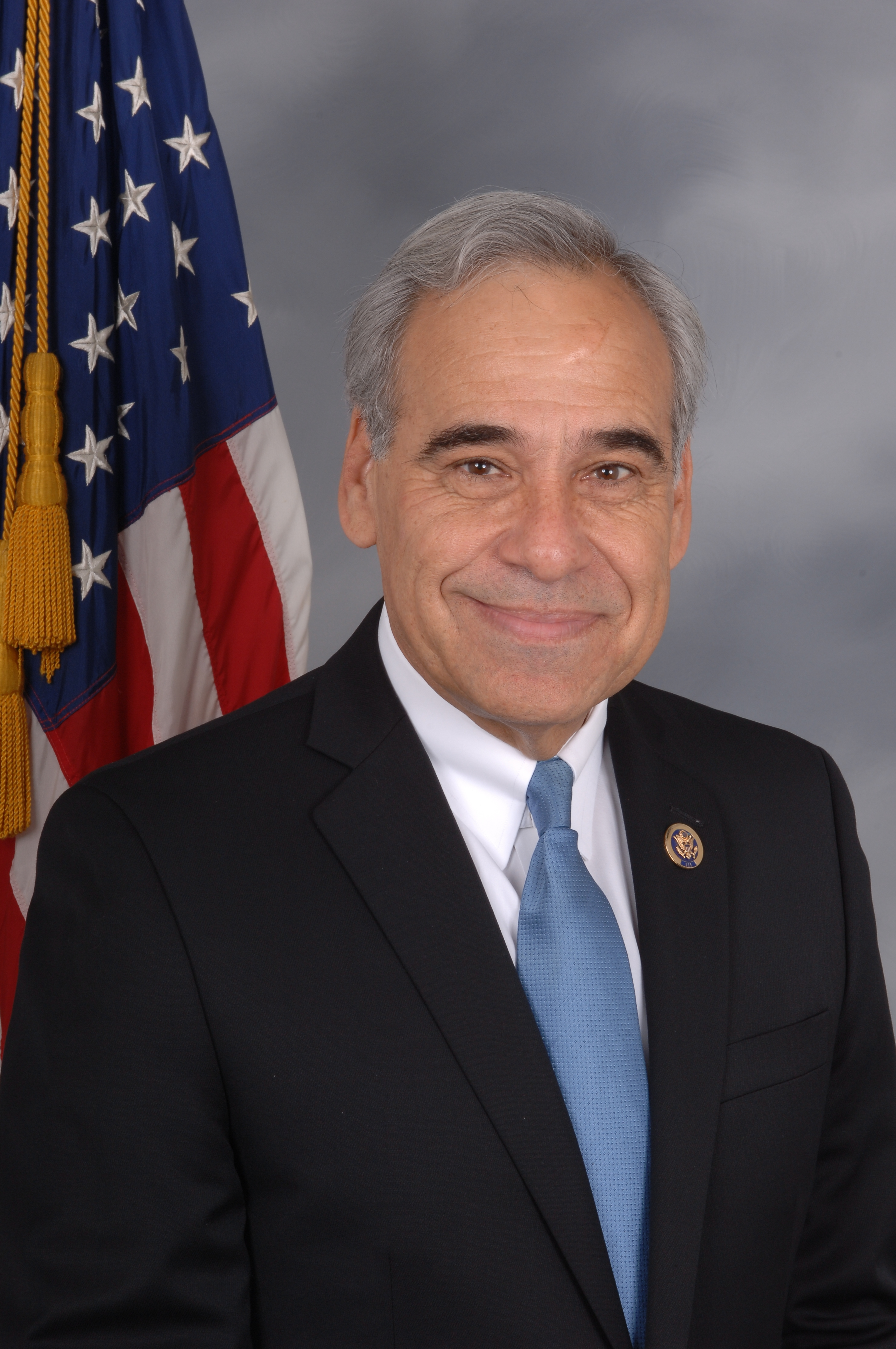
Charlie Gonzalez

Charles A. „Charlie“ Gonzalez (* 5. Mai 1945 in San Antonio, Texas) ist ein US-amerikanischer Politiker der Demokraten. Von 1999 bis 2013 vertrat er den Bundesstaat Texas im US-Repräsentantenhaus.

## Werdegang
Charlie Gonzalez ist der Sohn des langjährigen Kongressabgeordneten Henry B. Gonzalez. Er besuchte bis 1965 die Thomas A. Edison High School in San Antonio und studierte danach bis 1969 an der University of Texas in Austin. Nach einem anschließenden Jurastudium an der St. Mary’s School of Law und seiner 1972 erfolgten Zulassung als Rechtsanwalt begann er in diesem Beruf zu arbeiten. Zeitweise war er auch als Lehrer tätig. Außerdem gehörte er der Air National Guard von Texas an. Zwischen 1983 und 1987 sowie von 1989 bis 1987 war er an zwei verschiedenen Gerichten Richter im Bexar County. Politisch wurde er wie sein Vater Mitglied der Demokratischen Partei. Henry Gonzalez arbeitete erfolgreich daran, seinem Sohn seine Nachfolge als Kongressabgeordneter zu sichern.
Nach der erfolgreichen Nominierung durch die Demokratische Partei wurde Charlie Gonzalez bei der Kongresswahl 1998 im 20. Wahlbezirk von Texas in das US-Repräsentantenhaus gewählt, wo er am 3. Januar 1999 die Nachfolge seines Vaters antrat. Im Jahr 2008 unterstützte er Barack Obama bei dessen Präsidentschaftswahlkampf. Nach sechs Wiederwahlen verzichtete er auf eine erneute Kandidatur 2012 und schied am 3. Januar 2013 aus dem Kongress aus. Dort war er Mitglied im Ausschuss für Energie und Handel und im Committee on House Administration sowie in fünf Unterausschüssen.